# Ibou Sané
Ibou Sané (sinh ngày 28 tháng 3 năm 2005) là một cầu thủ bóng đá chuyên nghiệp người Sénégal hiện tại đang thi đấu ở vị trí tiền đạo cho câu lạc bộ Metz tại Ligue 2.

## Sự nghiệp thi đấu

### Metz
Vào ngày 22 tháng 7 năm 2023, Sané ký hợp đồng 5 năm với câu lạc bộ Metz tại Ligue 1. Trước đó, anh được cho là sẽ rời Génération Foot để đến Metz hai năm trước, nhưng chấn thương đầu gối vào tháng 11 năm 2021 đã khiến việc chuyển nhượng bị hoãn lại.

## Sự nghiệp quốc tế
Sané là tuyển thủ trẻ người Sénégal. Anh đã giành được danh hiệu Cúp bóng đá U-20 châu Phi vào năm 2023, ra sân 2 lần và ghi 1 bàn thắng tại giải đấu.

## Danh hiệu
Génération Foot
- Ligue 1: 2022–23[9]

U-20 Sénégal
- Cúp bóng đá U-20 châu Phi: 2023[10]